# Nikol Płosaj
Nikol Płosaj (Goleniów, 22 de mayo de 1996) es una deportista polaca que compite en ciclismo en la modalidad de pista, especialista en la prueba de persecución por equipos.
Ganó tres medallas en el Campeonato Europeo de Ciclismo en Pista entre los años 2016 y 2019. En los Juegos Europeos de Minsk 2019 obtuvo una medalla de bronce en la prueba de persecución por equipos.

## Medallero internacional
| Juegos Europeos    | Juegos Europeos           | Juegos Europeos   | Juegos Europeos         |
| Año                | Lugar                     | Medalla           | Competición             |
| ------------------ | ------------------------- | ----------------- | ----------------------- |
| 2019               | Minsk ( Bielorrusia)      | Medalla de bronce | Persecución por equipos |
| Campeonato Europeo |                           |                   |                         |
| Año                | Lugar                     | Medalla           | Competición             |
| 2016               | Saint-Quentin ( Francia)  | Medalla de plata  | Persecución por equipos |
| 2017               | Berlín ( Alemania)        | Medalla de bronce | Persecución por equipos |
| 2019               | Apeldoorn ( Países Bajos) | Medalla de bronce | Eliminación             |

## Palmarés
2018
- 2.ª en el Campeonato de Polonia en Ruta [2]